# Fairfield (Idaho)
Fairfield is een plaats (city) in de Amerikaanse staat Idaho, en valt bestuurlijk gezien onder Camas County.

## Demografie
Bij de volkstelling in 2000 werd het aantal inwoners vastgesteld op 395.
In 2006 is het aantal inwoners door het United States Census Bureau geschat op 404, een stijging van 9 (2,3%).

## Geografie
Volgens het United States Census Bureau beslaat de plaats een oppervlakte van
0,8 km², geheel bestaande uit land. Fairfield ligt op ongeveer 1544 m boven zeeniveau.

## Plaatsen in de nabije omgeving
De onderstaande figuur toont nabijgelegen plaatsen in een straal van 52 km rond Fairfield.